# Timothy Field Allen
Prof. Dr. Timothy Field Allen (24 de abril de 1837 – 5 de diciembre de 1902) fue un médico homeópata, ficólogo, y botánico estadounidense notable por su obra sobre la homeopatía, taxonomía de algas y estudio de especies médicamente importantes.
En 1861, comenzó estudios de medicina en la Universidad de Nueva York, y sirviendo como cirujano durante la guerra civil estadounidense. De vuelta en Nueva York, se asoció con el Dr. Carroll Dunham, y estudiando homeopatía con el Dr. P.P. Wells, en Brooklyn, Nueva York.

## Algunas publicaciones
- 2005. Handbook of Materia Medica and Homoeopathic Therapeutics. Ed. reimpresa de B. Jain Publ. 1.165 p. ISBN 8170214432

- 2003. Boenninghausen's Therapeutic Pocket Book: The Principles and Practicability. Editor B. Jain Publ. 503 p. ISBN 8131902994

- 1900. Three new Charas from California. Editor Torrey Botanical Club, 6 p.

- 1894. Contributions to Japanese Characeae. Edición reimpresa. 18 p.

- 1894. Characteristic symptoms of the materia medica. Editor Printed for T.F. Allen, 150 p.

- 1891. A Primer of materia medica for practitioners of homoeopathy. Editor Boericke & Tafel, 408 p.

- 1888. The Characeae of America. Edición reimpresa de BiblioBazaar, 108 p. ISBN 1174905778, 2011

- 1883. Notes on the American species of Tolypella. 8 p.

- 1879. The Encyclopedia of Pure Materia Medica: A Record of the Positive Effects of Drugs upon the Healthy Human Organism (editor). Reeditó B. Jain Publ. 8.448 p. ISBN 8170215013, 2000.

- 1879. Pamphlets - homoeopathic. V. 23. Con H.E. Beebe, Howard Perry Bellows, Hamilton Fisk Biggar, Elmer J. Bissell, Thomas Lindsley Bradford, Bukk G. Carleton, Royal Samuel Copeland, W.E. Green (M.D.), Willis Alonzo Dewey, William Davis Foster, George Bacheler Peck, James Martine Kershaw, Henry B. Millard, Arthur Brigham Norton, J.J. Thompson (M.D.), Irving Townsend (M.D.), John Prentice Rand, Selden Haines Talcott, Sidney Freeman Wilcox, William Tod Helmuth, Harold Wilson, James Craven Wood, William H. VandenBerg

- 1878. The Effects of Lead upon Healthy Individuals: Compiled and arranged from 592 Selected Authorities. Editor Sherman & Co. 130 pp. Edición reimpresa de BiblioBazaar, 136 p. ISBN 1141654687, 2010

- 1876. Ophthalmic therapeutics. Editor Boericke & Tafel, 269 p.

## Honores
- de 1882 a 1893: presidente del New-York Medical College
- Director del Jardín Botánico de Brooklyn

Miembro de
- Academia de las Ciencias de Nueva York.
- Sociedad Médica de Francia
- Correspondiente de la British Homœopathic Medical Society

- La abreviatura «Allen» se emplea para indicar a Timothy Field Allen como autoridad en la descripción y clasificación científica de los vegetales.[1]